# Континентальный доллар

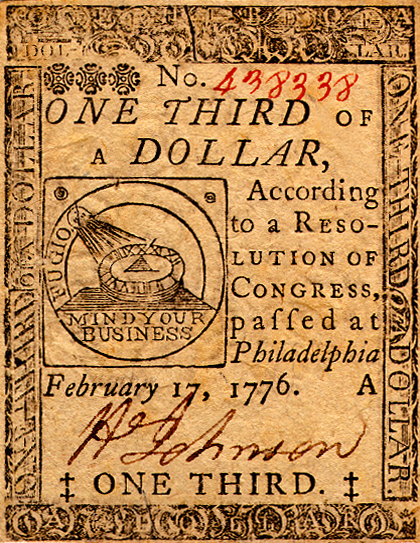
1/3 континентального доллара

Континентальный доллар (англ. Continental currency) — временная бумажная банкнота, введённая Континентальным конгрессом в июне 1775 года, в начале Войны за независимость США. Объём первой эмиссии составлял 2 млн долларов, при том, что денежная масса составляла в США на начало войны 12 млн. Обеспечения первые деньги не имели, но предполагалось что в 1783 году они начнут выкупаться за счёт налогов штатов. К концу 1775 года было напечатано «континентальных долларов» на 6 млн долл., в 1776 году — 19 млн, в 1777 году — 13 млн, в 1778 году — 64 млн, 1779 году — 125 млн. С начала войны за независимость в обращении были довоенные бумажные доллары, серебряные доллары (преимущественно испанской чеканки), «континентальные доллары». Если курс «континентала» к серебру и бумажным долларам был до конца 1776 года 1 к 1,25 или 1 к 1, то в 1777 он упал до 1 к 3, к декабрю 1778 до 1 к 6,8, к декабрю 1779 до 1 к 42. К весне 1781 на один серебряный доллар можно было обменять 168 бумажных. Кроме того, отдельные штаты выпускали свои доллары, наибольший объём эмиссии был в Южной Каролине (225 млн) и Виргинии (210 млн). Все «континентальные» доллары и доллары штатов не были погашены, и к концу войны были выведены из обращения.